# Trolleylijn 3 (Arnhem)
Trolleylijn 3 van Hermes (Breng) is een Arnhemse trolleybuslijn in de regio Arnhem Nijmegen, in de Nederlandse provincie Gelderland. Deze trolleybuslijn rijdt binnen Arnhem van Het Duifje naar Burgers' Zoo.

## Route
De lijn verbindt de wijk Het Duifje via Immerloo, Malburgen-Oost, de John Frostbrug, het Airborneplein, het Velperplein, de binnenstad, het station Arnhem Centraal, Sonsbeekkwartier St. Marten, de wijken 't Cranevelt en Alteveer ziekenhuis Rijnstate en de wijken 't Cranevelt en Alteveer met Burgers' Zoo en het Nederlands Openluchtmuseum. Een bijzonderheid is dat deze lijn op elke rit tweemaal de halte Willemsplein aandoet door de excentrische ligging van het station Arnhem. 

## Geschiedenis
Op 20 mei 1951 werd door het Gemeente Vervoerbedrijf Arnhem trolleybusexploitatie ingesteld op het traject Alteveer (Sweelincklaan) - Willemsplein - Johan de Wittlaan (Voetiuslaan). Dit is deels een voortzetting van voormalige route van tramlijn 3. Op 7 oktober 1951 werd de lijn verlegd langs het station. Op 2 oktober 1960 werd de oostelijke tak naar de Johan de Wittlaan overgenomen door lijn 5 terwijl lijn 3 de zuidoostelijke tak van lijn 5 naar Malburgen Oost (Kervelstraat) overnam. De reden van de wijziging was dat hierdoor een trolleybus minder nodig was. Op 4 december 1960 werd de route vanaf Willemsplein in de richting Velperplein via Gele Rijdersplein en Looierstraat verlegd in plaats van via Jansbinnensingel. Sinds 21 augustus 1970 werd tussen het De Monchyplein en het eindpunt Malburgen Oost geheel via de Huissensestraat gereden. 
Op 12 maart 1976 verviel de grote lus op het De Monchyplein. Op 17 december 1977 werd de lijn verlengd van Malburgen Oost naar Immerloo (Brandenburgseplein) via Huissensestraat en naar Het Duifje (Keizershof) waarbij beide eindpunten om en om werden bediend met de halve frequentie. In de stille uren reed de tak naar Immerloo niet en werden de passagiers verwezen naar de nabijgelegen halte van de tak naar het Duifje. Op 18 januari 1978 werd de lijn verlengd naar ’t Cranevelt (St. Caeciliapad) via een aftakking vanaf de Cattepoelseweg. Het traject naar Alteveer bleef gehandhaafd en ook hier werden beide eindpunten om en om bediend met de halve frequentie. In de stille uren reed alleen de tak naar Alteveer maar reed dan een korte lus door ’t Cranevelt waarbij het eindpunt zelf niet werd bediend. Op 20 december 1990 werd de tak naar ’t Cranevelt verlengd naar Burgers’ Zoo met in de keerlus een passagemogelijkheid. Deze verlenging werd echter alleen bediend tijdens de openingstijden van Burgers’ Zoo. Op 22 augustus 1999 werd de korte aftakking naar Immerloo opgeheven en reden alle bussen naar het Duifje.
Op 6 januari 2002 werd in het kader van trolley 2000 het net gereorganiseerd en werd de zuidoostelijke tak van lijn 3 omgewisseld met oostelijke tak van lijn 1 waarbij lijn 3 naar voortaan naar Velp reed. Op 14 december 2003 verviel de grote lus in Velp en werd de lijn ingekort tot de rotonde op de Zutphensestraatweg. Op 10 december 2012 werden de oostelijke takken van de lijnen 1 en 3 weer teruggewisseld en reed lijn 3 weer tussen Burgers Zoo en het Duifje. Hierbij kwam het eindpunt in Alteveer te vervallen en werd een grote lus met de klok mee in één richting gereden door ’t Cranevelt, langs Burgers’ Zoo, waarbij de passeermogelijkheid verviel, het Openluchtmuseum, Alteveer en weer richting centrum.

## Frequenties
| Tijd          | Maandag t/m vrijdag | Zaterdag | Zondag                                              |
| ------------- | ------------------- | -------- | --------------------------------------------------- |
| 5:30 - 7:00   | 4×/uur              | -        | -                                                   |
| 7:00 - 8:00   | 4×/uur              | 2×/uur   | -                                                   |
| 8:00 - 10:00  | 4×/uur              | 2×/uur   | 2×/uur                                              |
| 10:00 - 11:00 | 4×/uur              | 4×/uur   | 2×/uur                                              |
| 11:00 - 18:00 | 4×/uur              | 4×/uur   | 4×/uur (Burger's Zoo - CS) 2×/uur (CS - Het Duifje) |
| 18:00 - 19:00 | 4×/uur              | 4×/uur   | 4×/uur (Burger's Zoo - CS) 2×/uur (CS - Het Duifje) |
| 19:00 - 20:00 | 4×/uur              | 2×/uur   | 2×/uur                                              |
| 20:00 - 21:00 | 2×/uur              | 2×/uur   | 2×/uur                                              |
| 21:00 - 00:30 | 2×/uur              | 2×/uur   | 2×/uur                                              |

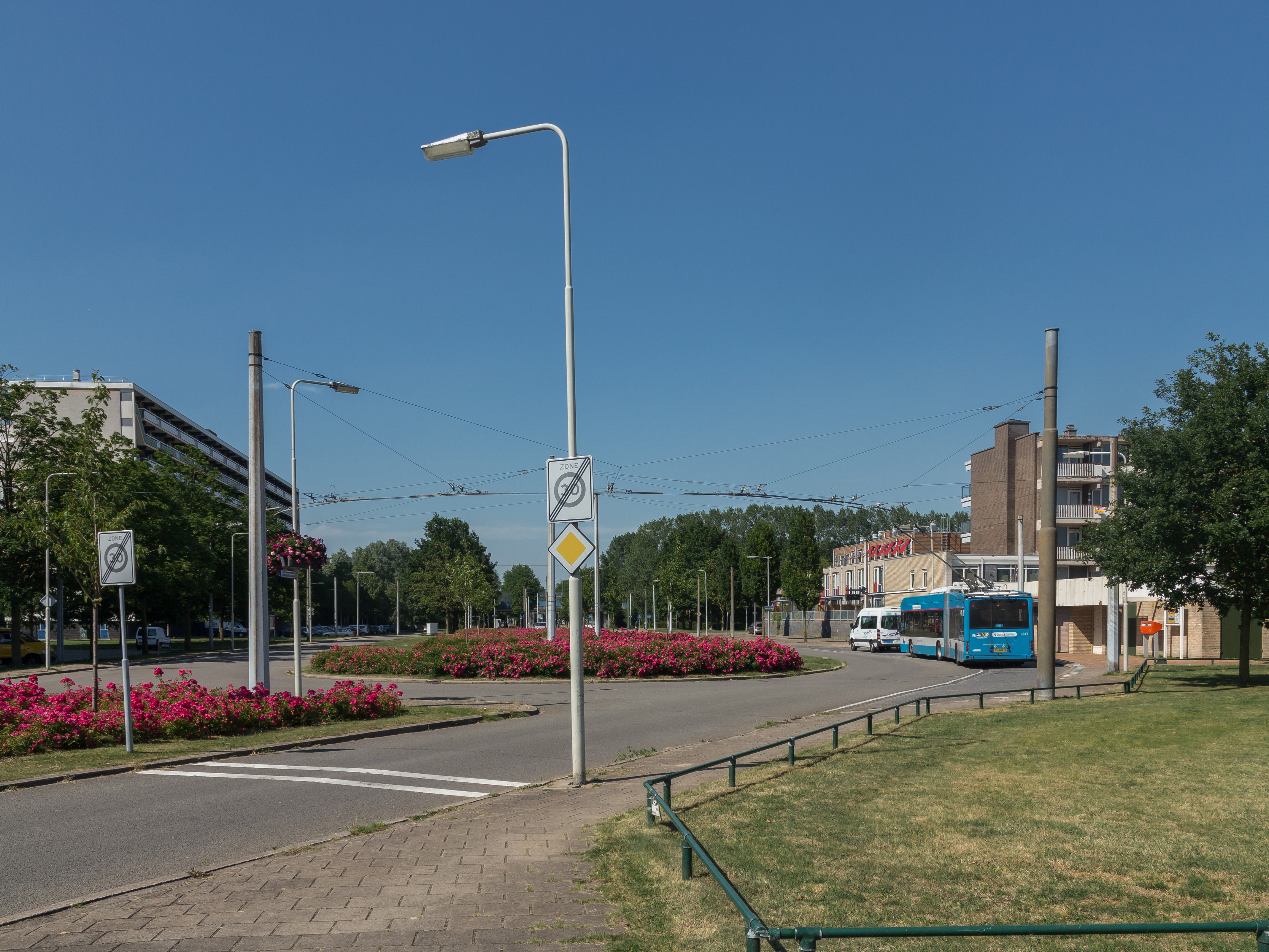
Het Duifje, eindhalte
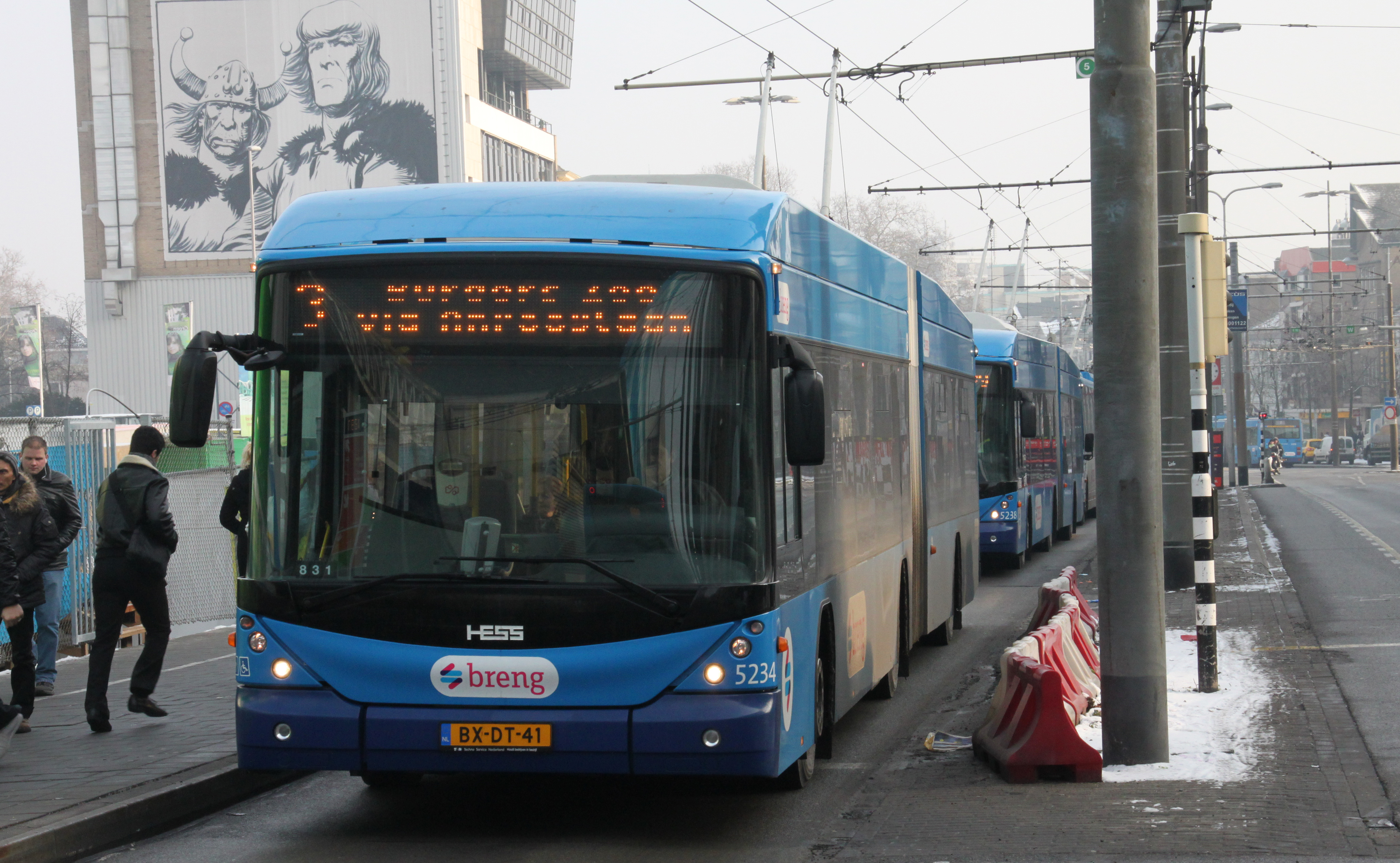
Een Hess Swisstrolley op lijn 3 richting Burgers' Zoo.